# Hovedøya
Hovedøya ou Hovedøen est l'une des nombreuses petites îles au large de la côte d'Oslo en Norvège. L'île est petite, il n'y a jamais plus de 800 mètres vers n'importe quelle direction et sa superficie totale est de 0,4 kilomètre carré.
Il subsiste sur l'île des ruines de l'abbaye de Hovedøya.